# Paramaribo
Paramaribo, nazywane także Parbo – stolica Surinamu, położona nad rzeką Surinam, na wybrzeżu Oceanu Atlantyckiego.
W 2002 roku zabytkowe centrum Paramaribo zostało wpisane na listę światowego dziedzictwa UNESCO.

## Nazwa
Pochodzenie nazwy miasta nie jest do końca wyjaśnione i istnieje ok. 20 różnych hipotez. Jedna z nich upatruje związku z wyrażeniem z języka Indian Tupi-Guarani para maribo, co w dosłownym tłumaczeniu oznacza „ludzi znad wielkiej rzeki”. Inna – z wyrażeniem z języka Indian Carib-Karina paramuru, nazwy jednego z drzew. Jednak za najbardziej prawdopodobne uznaje się pochodzenie od paramaru-bo, gdzie paramaru oznacza tęczę, a bo – miejsce.

## Historia
Początki Paramaribo sięgają czasów prekolumbijskich, kiedy na zachodnim brzegu Surinamu 15 km od wybrzeża Oceanu Atlantyckiego istniała wioska indiańska, w pobliżu której w 1614 roku osiedli czasowo handlarze holenderscy. Położenie to pozwalało na funkcjonowanie portu w głębi lądu bez ryzyka, że statki utkną na mieliźnie.
W XVII wieku działali tu również krótko handlarze francuscy, którzy wznieśli pierwszy drewniany fort. W 1651 roku angielski gubernator Barbadosu Francis Willoughby (1613–1666) założył tu prywatną posiadłość i rozbudował francuski fort, nadając mu nazwę Fort Willoughby. Willoughby promował osadnictwo w regionie i rozwój plantacji trzciny cukrowej. Podczas II wojny angielsko-holenderskiej Fort Willoughby został zdobyty przez wojska holenderskie pod dowództwem admirała Abrahama Crijnssena, który zmienił nazwę osady na Nieuw Middelburg oraz fortu na Fort Zeelandia. Na mocy traktatu w Bredzie z 1667 roku kończącego II wojnę angielsko-holenderską Paramaribo przeszło w ręce holenderskie. Brytyjczycy jednak ponownie zajęli fort pod koniec 1667 roku, lecz Crijnssen odbił fort ponownie w 1668 roku. W 1683 roku gubernatorem Surinamu został Cornelis van Aerssen van Sommelsdijck (1637–1688), który wzniósł swoją siedzibę w Paramaribo i rozbudował fort. Van Aerssen został zamordowany podczas buntu własnych żołnierzy w 1688 roku.
Na początku XVIII wieku Paramaribo było dobrze prosperującym ośrodkiem eksportu cukru, z ok. 500 domami i dzielnicami niewolników pracujących na okolicznych plantacjach. Bagniste tereny Paramaribo zostały odwodnione poprzez system kanałów, co umożliwiło dalszy szybki rozwój miasta w drugiej połowie XVIII wieku. Bezpieczeństwo miasta zostało zwiększone poprzez budowę fortu Nieuw Amsterdam i do Paramaribo przenieśli się właściciele plantacji, pozostawiając plantacje w rękach zarządców. Na początku XIX wieku Paramaribo miało 2 tysiące domów, a jego mieszkańcy czerpali dochody z eksportu cukru produkowanego w ponad 600 plantacjach. Centrum miasta dwukrotnie strawił pożar – w 1821 i 1832 roku – spaliło się 400 domów. W połowie XIX wieku wiele plantacji podupadło wskutek złego zarządzania i abolicji – przetrwało mniej niż 100 plantacji, co odbiło się negatywnie na rozwoju gospodarczym Paramaribo. W mieście zaczęli osiedlać się byli niewolnicy i zbiegowie, a także indiańscy, chińscy i jawajscy pracownicy sprowadzeni w latach 1873–1939 do pracy na plantacjach. Kolejnym impulsem do rozwoju miasta było rozpoczęcie wydobycia złota w Borwnsbergu oraz boksytów w Moengo i Paranam. W 1945 roku miasto miało 13 tys. domów i 75 tys. mieszkańców.          
Paramaribo pozostawało w posiadaniu holenderskim od 1667 roku przez trzy stulecia, z wyjątkiem krótkich okresów panowania brytyjskiego w latach 1799–1802 i 1804–1815.
Miasto rozwinęło się dalej po II wojnie światowej dzięki przemysłowi (produkcji margaryny, cementu i piwa) i turystyce. W Paramaribo funkcjonuje Anton de Kom Universiteit van Suriname założony w 1968 roku.

## Architektura
Historyczne centrum Paramaribo obejmuje drewnianą zabudowę z okresu kolonialnego z zachowanym oryginalnym układem ulic, w trójkącie wyznaczonym przez rzekę Surinam na południu, kanał Sommelsdijck na północnym wschodzie i ulicę Zwartenhovenbrug Straat na północnym zachodzie. W jego południowo-zachodniej części znajdują się:
- Fort Zeelandia – fort z 1667 roku[8]
- Pałac Prezydencki – dawna siedziba gubernatora Surinamu z 1730 roku[8]
- Ogród Palmowy – założony przez gubernatora Surinamu Cornelisa van Aerssena van Sommelsdijcka i otwarty dla publiczności w 1685 roku
- Plac Niepodległości

a w części zachodniej:
- katedra św. Piotra i Pawła – drewniany kościół redemptorystów z 1885 roku[5], najprawdopodobniej największy drewniany budynek na półkuli zachodniej[10]
- synagoga Neve Shalom – drewniana synagoga z 1830 roku przy Keizerstraat[11]
- meczet przy Keizerstraat – drewniany meczet przy Keizerstraat, wzniesiony obok synagogi Neve Shalom w latach 1929–1932[11]

W 2002 roku historyczne centrum Paramaribo zostało wpisane na listę światowego dziedzictwa UNESCO. 

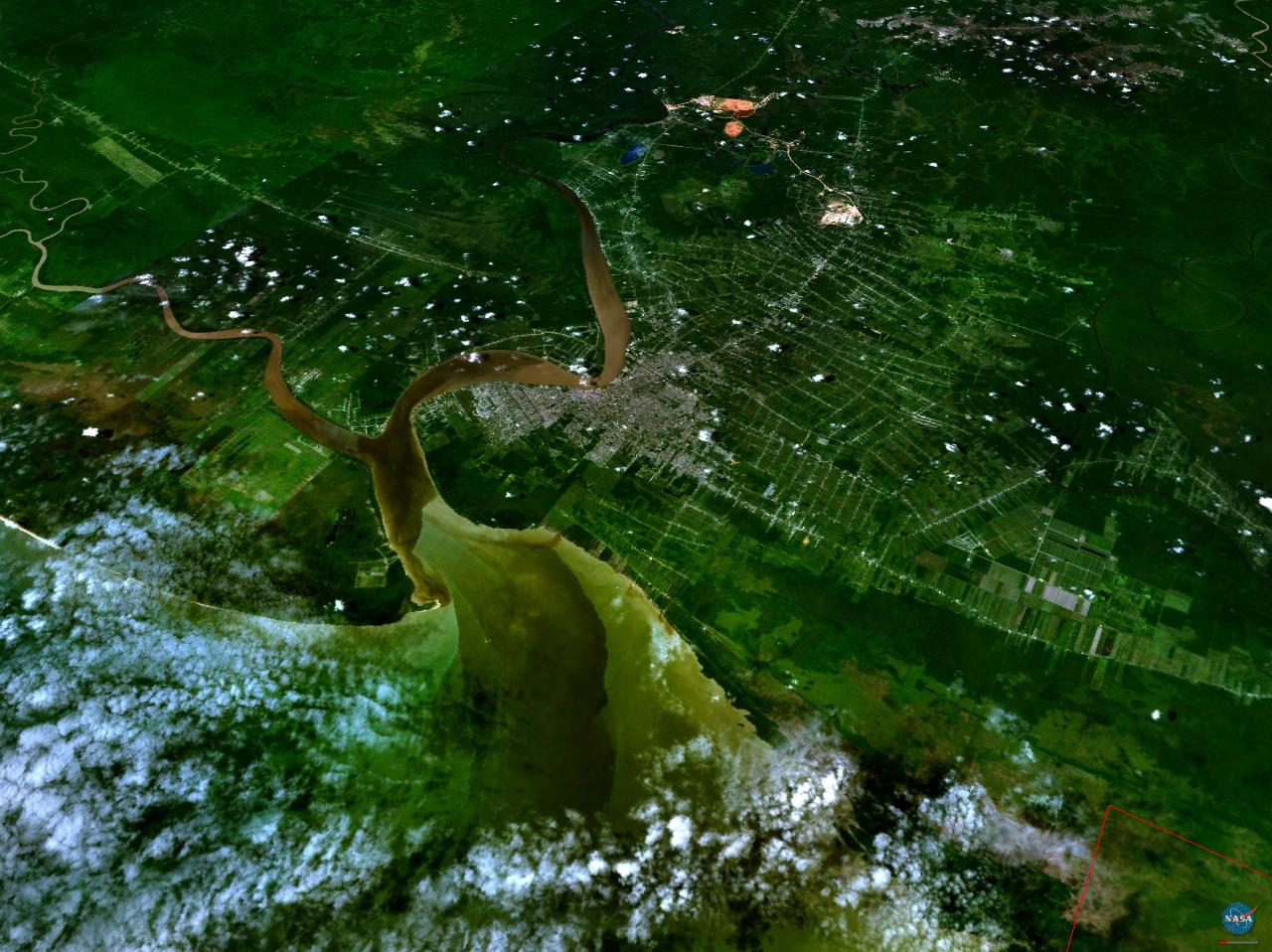
Widok satelitarny
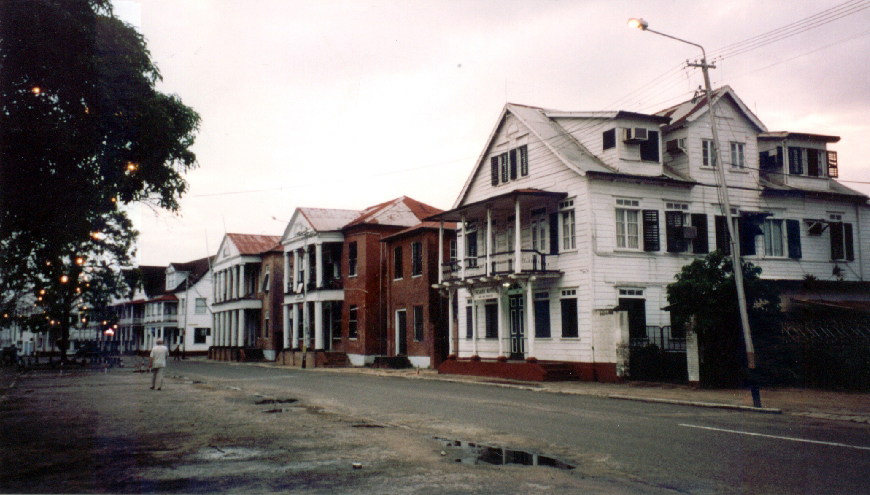
Zabytkowe centrum miasta
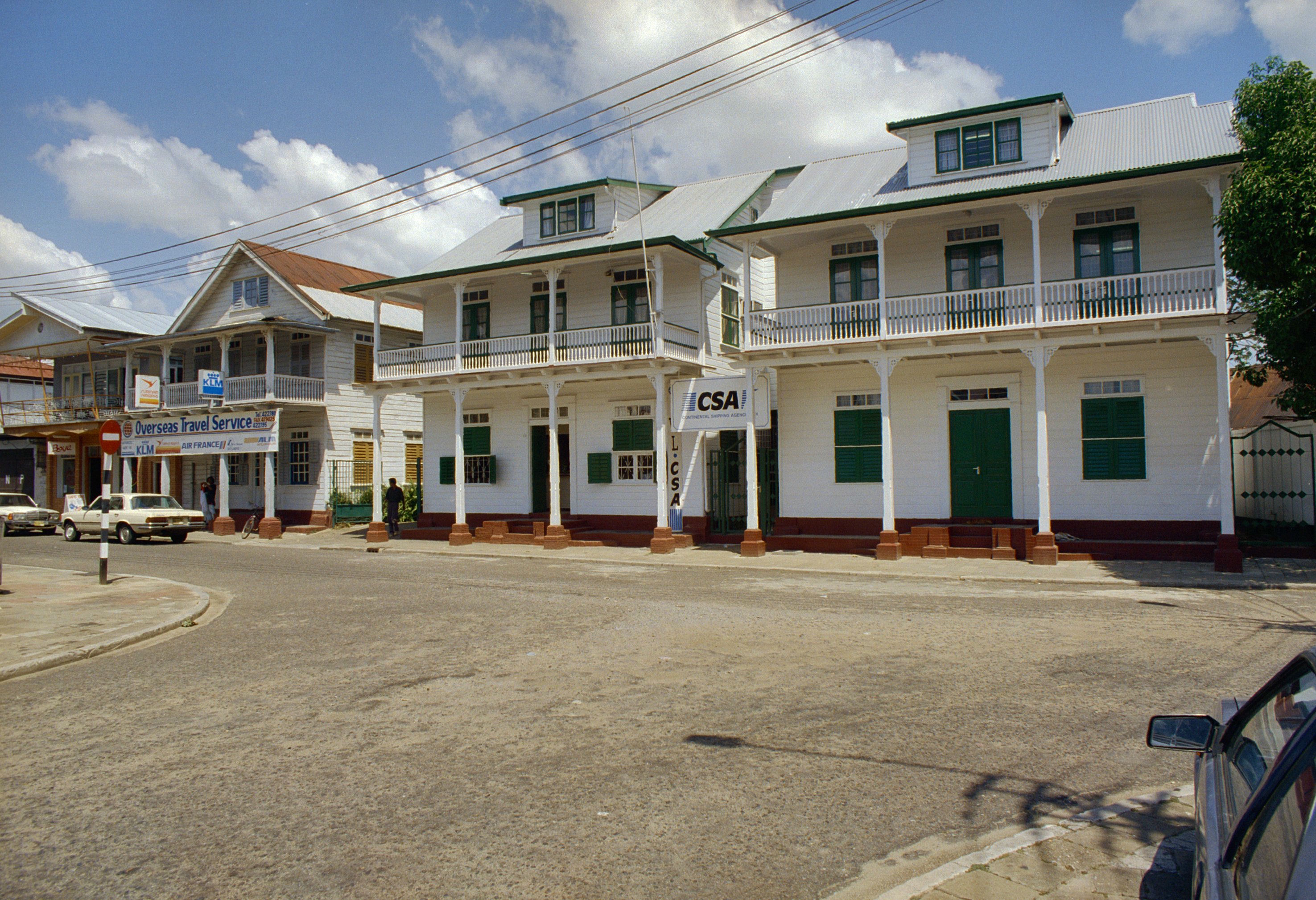
Zabytkowe centrum miasta
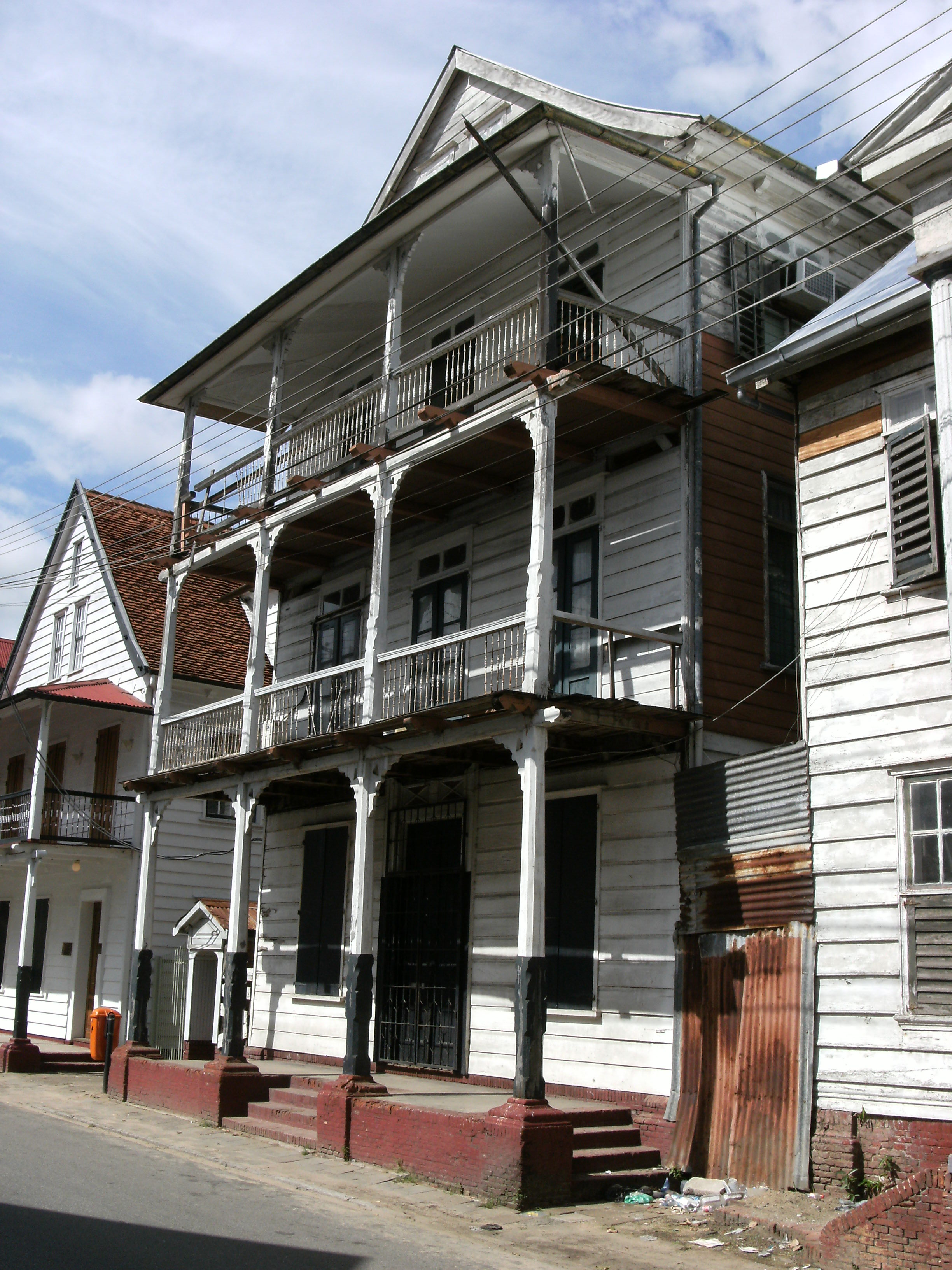
Zabytkowe centrum miasta
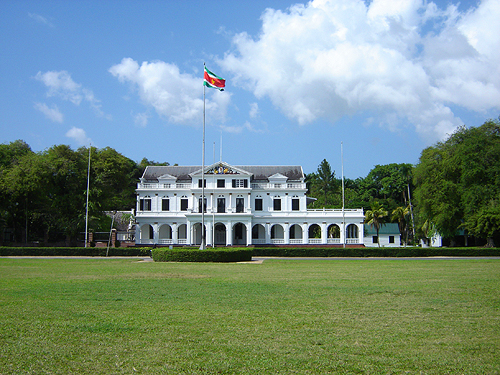
Pałac Prezydencki
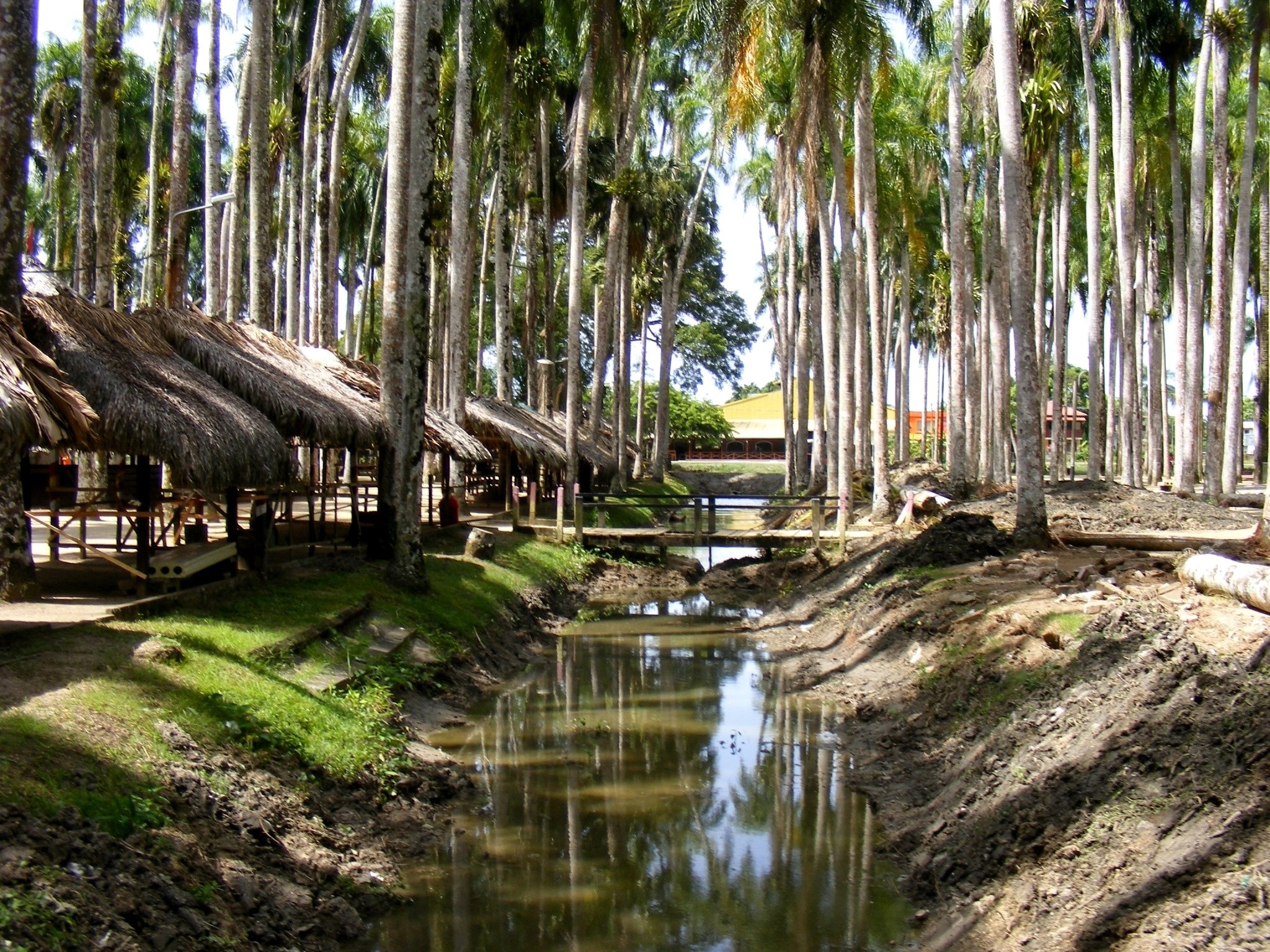
Ogród Palmowy
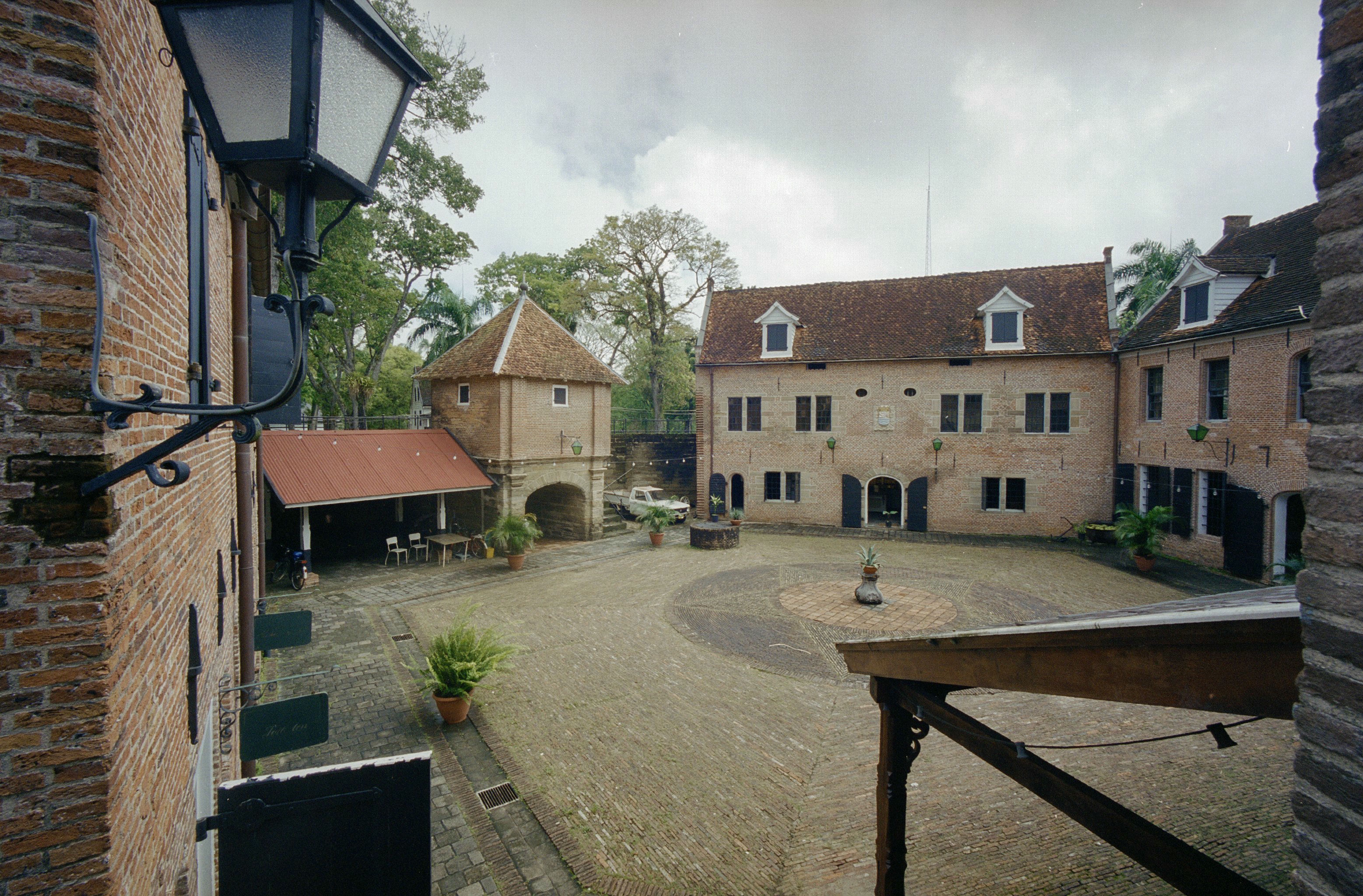
Fort Zeelandia
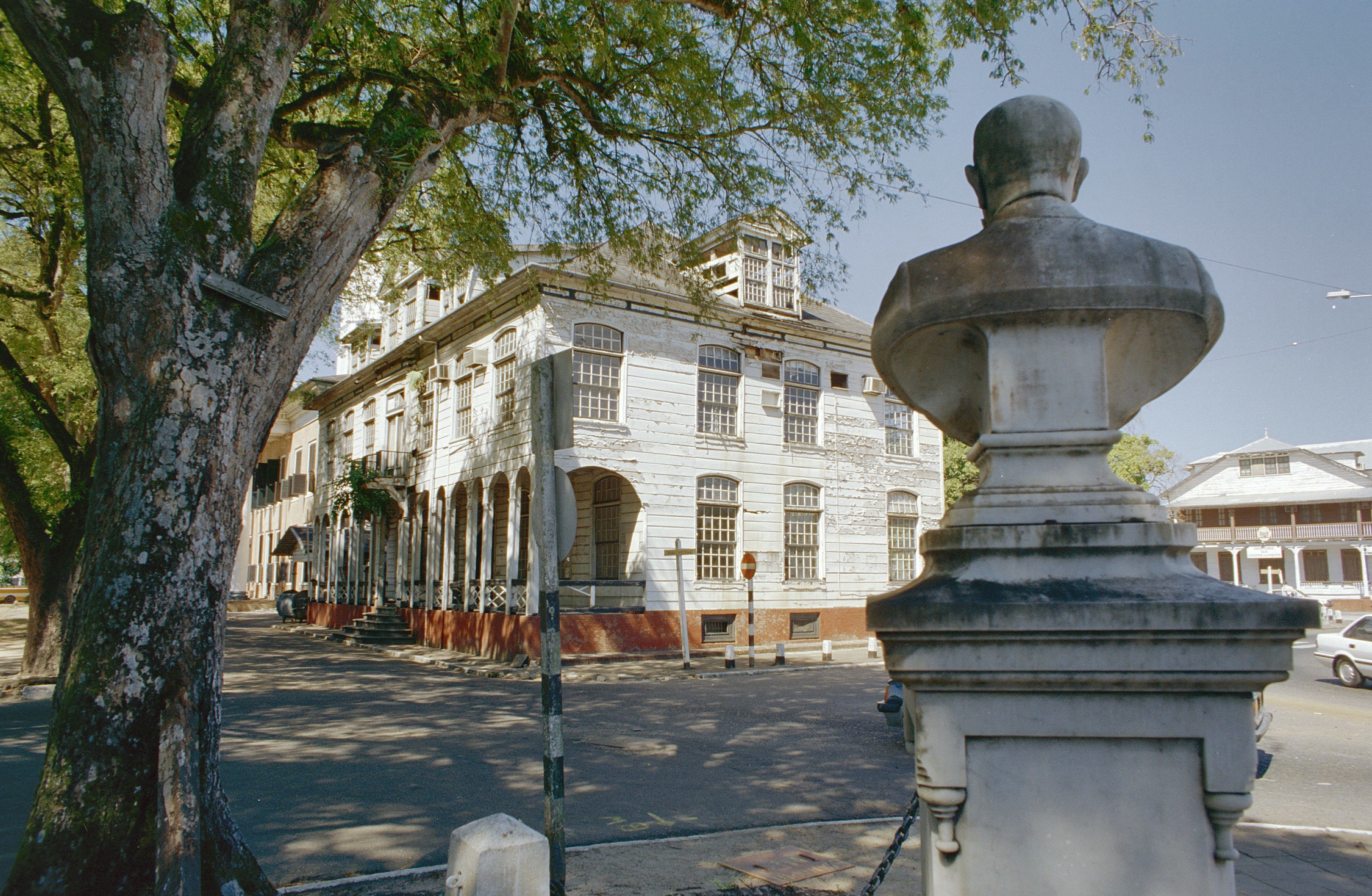
Plac Niepodległości
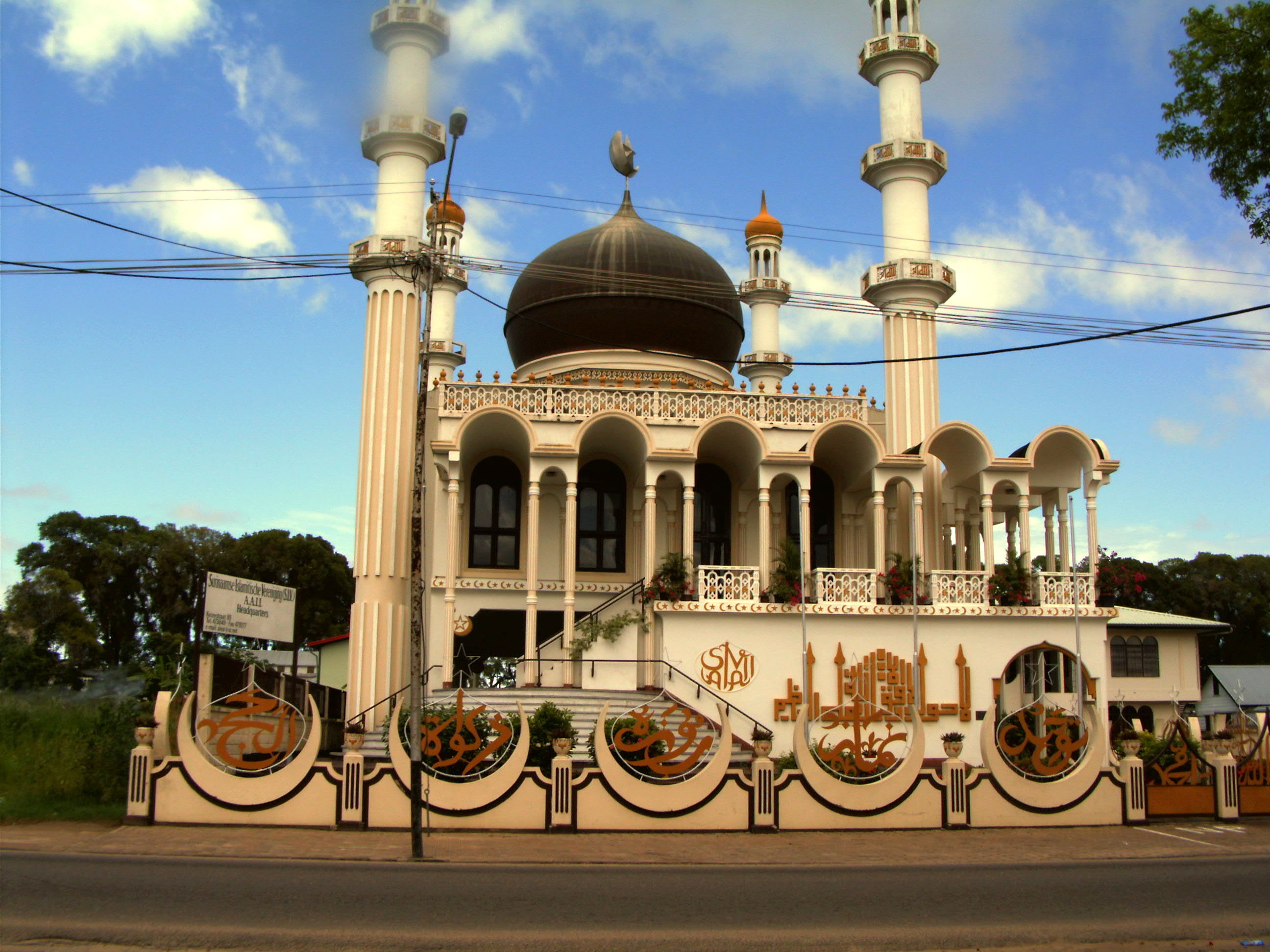
Meczet przy Keizerstraat
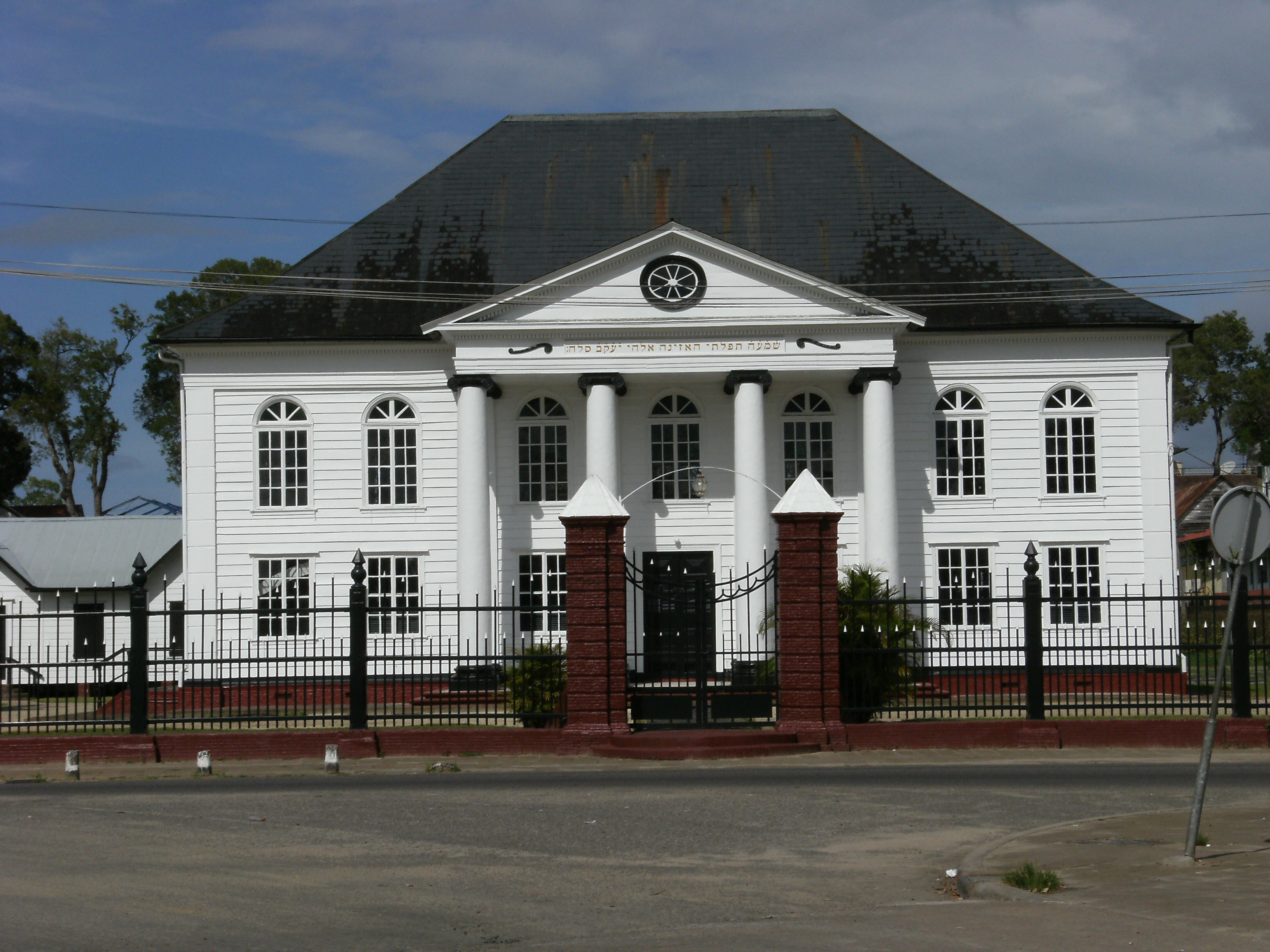
Synagoga Neve Shalom
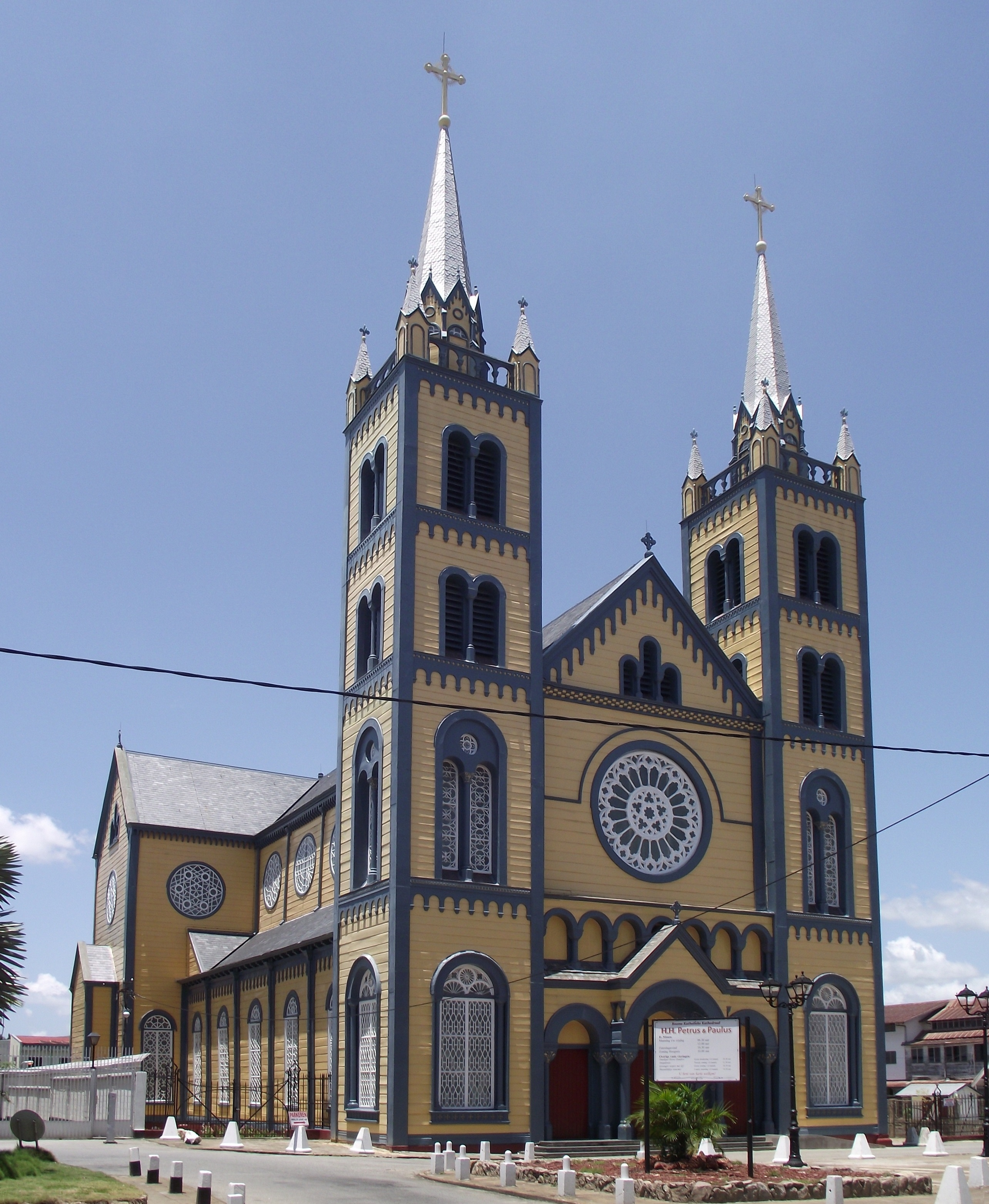
Katedra św. Piotra i Pawła
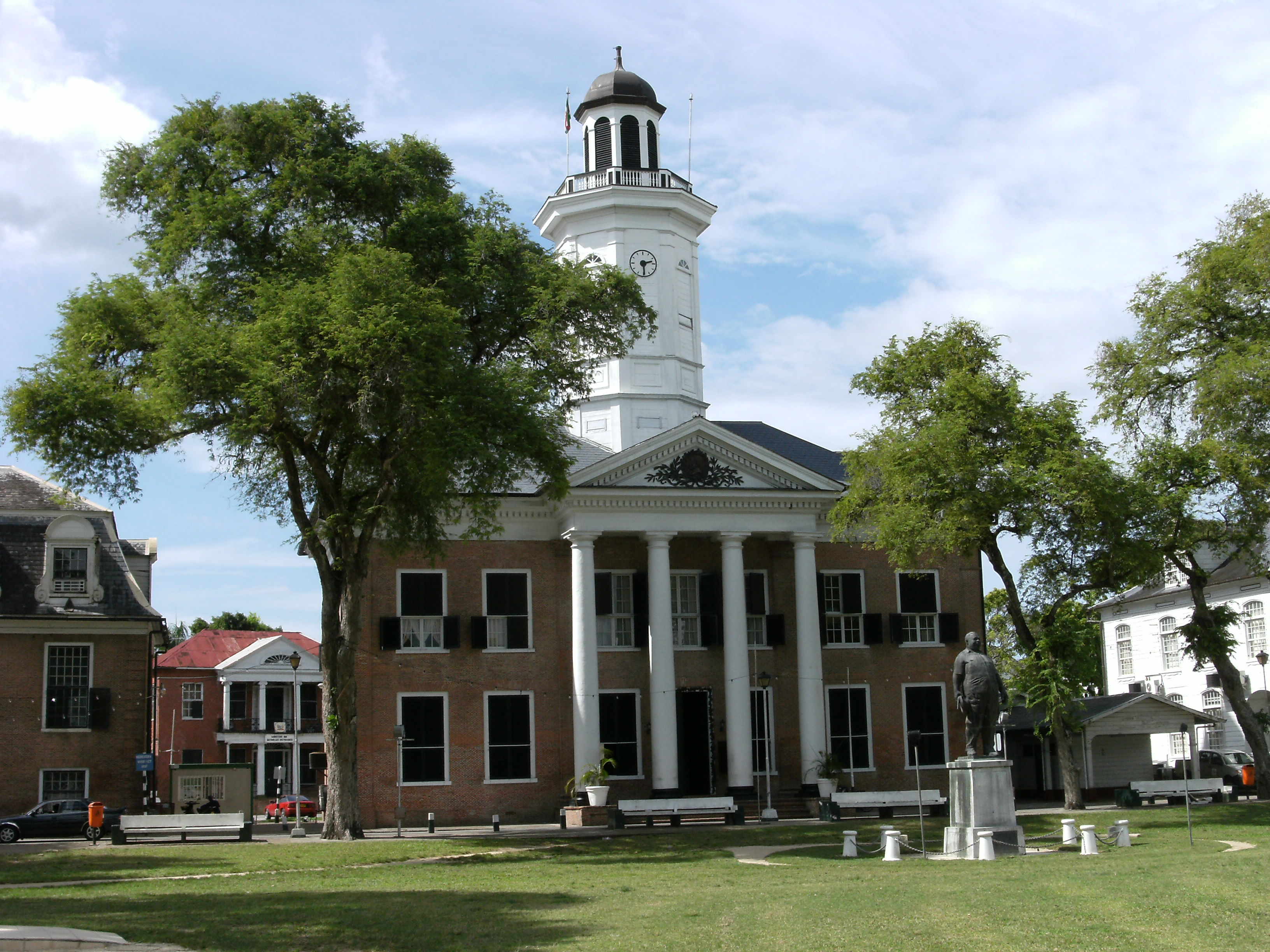
Ministerstwo Finansów i Sąd Najwyższy

## Współpraca
Miejscowości partnerskie:
- Antwerpia, Belgia
- Haga, Holandia[13]
- Hangzhou, Chiny
- Willemstad, Curaçao
- Yogyakarta, Indonezja